# Estadio Nuevo Arcángel
Het Estadio Nuevo Arcángel is een multi-functioneel sportstadion in Córdoba, dat plaats biedt aan 21.822 toeschouwers. De vaste bespeler van het stadion is Córdoba CF. 
Het stadion werd geopend in 1993. Het werd gebouwd op zo'n 500 meter van het oude Estadio Arcángel, dat werd platgegooid nadat Córdoba CF er van 1954 tot 1993 jaar had gespeeld. De naam Arcángel werd behouden in de stadionnaam, alleen werd er bij de heropening Nuevo aan toegevoegd.
In 2004 onderging het stadion een metamorfose. Voor 2004 had het stadion een capaciteit van 15.425 zitjes, sinds de renovatie kunnen er 21.822 toeschouwers de wedstrijden volgen. Drie van de vier zijkanten van het stadion werden reeds verbouwd. Zodra de vierde kant af is zal het stadion over een capaciteit beschikken van 25.100 zitjes.